# Пинега (Ленинградская область)
Пинега — деревня в Горском сельском поселении Тихвинского района Ленинградской области.

## Название
Название означает — река укорачивающая путь. Возводится к прибалтийско-финскому прилагательному pieni «маленький, короткий», оформленному речным суффиксом -га, рудиментом прибалтийско-финского детерминанта -jogi «река».

## История
Деревня Пнева упоминается на карте Новгородского наместничества 1792 года А. М. Вильбрехта.
Как деревня Пинега она обозначена на «Специальной карте западной части России» Ф. Ф. Шуберта 1844 года.

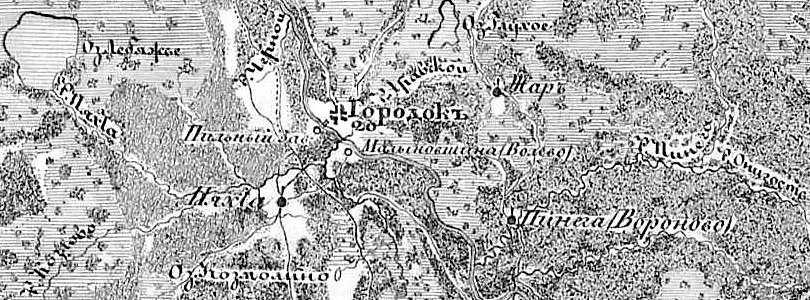
Деревня Пинега (Вороново) на семитопографической карте Новгородской губернии 1847 года

ПИНЕГА (ВОРОНОВО) — деревня Павшинского общества, Пашекожельского прихода. Река Пинега.

Крестьянских дворов — 8. Строений — 21, в том числе жилых — 13.

Число жителей по семейным спискам 1879 г.: 19 м. п., 20 ж. п.; по приходским сведениям 1879 г.: 19 м. п., 18 ж. п.

В конце XIX века деревня относилась к Новинской волости 2-го стана, в начале XX века — к Новинской волости 1-го земского участка 1-го стана Тихвинского уезда Новгородской губернии.

ПИНЕГА (ВОРОНОВО) — деревня Павшинского общества, дворов — 11, жилых домов — 12, число жителей: 36 м. п., 29 ж. п. 

Занятия жителей — земледелие, лесные заработки. Река Пинега. (1910 год)

Согласно карте Ленинградской области Северо-западного аэрогеодезического треста ГГУ издания 1932 года деревня насчитывала 10 крестьянских дворов.
По данным 1933 года деревня Пинега входила в состав Городокского сельсовета.
По данным 1966 и 1973 годов деревня Пинега входила в состав Городокского сельсовета, с административным центром в деревне Пяхта.
По данным 1990 года деревня Пинега входила в состав Горского сельсовета.
В 1997 году в деревне Пинега Горской волости проживали 2 человека, в 2002 году — 4 человека (русские — 50 %, чуваши — 50 %).
В 2007 году в деревне Пинега Горского СП проживали 3 человека, в 2010 году — 6.

## География
Деревня расположена в западной части района на автодороге 41К-901 (Павшино — Новый).
Расстояние до административного центра поселения — 18 км.
Расстояние до ближайшей железнодорожной станции Тихвин — 42 км.
Деревня находится на правом берегу реки Паша в месте впадения в неё реки Пинега.

## Демография
| 1879 | 1910 | 1997 | 2002 | 2007 | 2010 | 2017 |
| ---- | ---- | ---- | ---- | ---- | ---- | ---- |
| 39   | ↗65  | ↘2   | ↗4   | ↘3   | ↗6   | ↘2   |

### Национальный состав
Согласно данным Всероссийской переписи населения 2021 года в деревне проживал 1 человек — чуваш.

## Улицы
Вознесенская.